# Karl Wilhelm Feuerbach
Karl Wilhelm Feuerbach   (Jena, 30 de maig de 1800 - Erlangen, 12 de març de 1834) fou un matemàtic alemany.

## Vida i Obra
Fill d'un reconegut jurista i germà, entre d'altres, del reputat filòsof Ludwig Feuerbach, Karl Feuerbach, amb el seu germà Anselm (futur arqueòleg), van ser escolaritzats a Munic, tot i que la resta de la família es traslladava seguint els destins del pare: Jena, Kiel, Landshut. Munic, Bamberg i, finalment Ansbach, on el seu pare va ser nomenat president de la cort d'apel·lacions. Va estudiar a les universitats d'Erlangen (1819-1822) i de Friburg de Brisgòvia (1820-1822), obtenint el doctorat a la primera el 1822.
Immediatament va començar a donar classes al Gymnasium Fridericianum (escola secundària) d'Erlangen, però el 1824 va ser empresonat per la seva pertinença a una fraternitat estudiantil prohibida. Durant el seu empresonament va cometre dos intents de suïcidi i se li va malmetre la salut mental.
El 1826 va tornar a la docència al petit institut de la ciutat de Hof i, posteriorment, va tornar a Erlangen, però el 1830, després d0na greu crisi en la que va arribar a amenaçar els alumnes amb una espasa sino demostraven un teorema, va haver de deixar la docència i va viure la resta de la seva vida a Erlangen reclòs a casa seva.
Feuerbach és recordat perquè se li atribueix el teorema que porta el seu nom sobre el cercle dels nou punts.
El 1827 va publicar un altre llibre notable en el que, contemporàniament amb Moebius, va introduir les coordenades homogènies.